# My Future
My Future è un singolo della cantante statunitense Billie Eilish, pubblicato il 30 luglio 2020 come primo estratto dal secondo album in studio Happier than Ever.

## Descrizione
Quarta traccia dell'album, il brano presenta un'introduzione caratterizzata da sonorità ambientali, tra la ballata e il jazz contemporaneo, prima di passare a una sezione più ritmata di ispirazione disco e R&B. Il testo rappresenta invece un inno all'amor proprio e alla forza personale.

## Video musicale
Un video musicale animato a supporto del brano, diretto da Andrew Onorato, è stato caricato attraverso il canale YouTube dell'interprete nello stesso giorno della pubblicazione del singolo.

## Tracce
Testi e musiche di Billie Eilish O'Connell e Finneas O'Connell.
1. My Future – 3:28

## Formazione
- Billie Eilish – voce
- Finneas – produzione, arrangiamento strumentazione
- Rob Kinelski – missaggio
- John Greenham – mastering

## Successo commerciale
My Future ha fatto il suo ingresso alla 6ª posizione della Billboard Hot 100, diventando la terza top ten di Billie Eilish e il suo esordio più alto in classifica. Durante la sua prima settimana ha venduto 15 000 copie digitali e ottenuto 21,1 milioni di riproduzioni in streaming, risultando terza sia nella Digital Songs che nella Streaming Songs. Ha inoltre accumulato 7,4 milioni di audience radiofonica ed è entrata direttamente in vetta alla Hot Rock & Alternative Songs e alla Hot Alternative Songs, regalando alla cantante la sua prima numero uno in entrambe le classifiche.
Nella Official Singles Chart britannica ha debuttato al 7º posto con 26 543 unità distribuite, segnando il più alto ingresso della settimana e regalando alla cantante la sua quinta top ten nel paese. In Irlanda ha esordito alla numero 8 della Irish Singles Chart, diventando la settima top ten di Eilish nella classifica.
In Australia il singolo ha fatto il suo ingresso alla 3ª posizione della ARIA Singles Chart, segnando l'esordio più alto della settimana nonché la decima top ten di Eilish nel paese. In Nuova Zelanda è invece entrato al 4º posto della Official NZ Music Chart, diventando la nona top ten dell'artista nel paese.

## Classifiche
| Classifica (2020) | Posizione massima |
| ----------------- | ----------------- |
| Argentina         | 88                |
| Australia         | 3                 |
| Austria           | 28                |
| Belgio (Fiandre)  | 25                |
| Belgio (Vallonia) | 31                |
| Canada            | 9                 |
| Corea del Sud     | 176               |
| Croazia           | 52                |
| Danimarca         | 18                |
| Estonia           | 9                 |
| Finlandia         | 19                |
| Francia           | 94                |
| Germania          | 47                |
| Grecia            | 16                |
| Irlanda           | 8                 |
| Islanda           | 17                |
| Italia            | 60                |
| Lituania          | 4                 |
| Malaysia          | 4                 |
| Norvegia          | 12                |
| Nuova Zelanda     | 4                 |
| Paesi Bassi       | 30                |
| Portogallo        | 18                |
| Regno Unito       | 7                 |
| Repubblica Ceca   | 19                |
| Singapore         | 4                 |
| Slovacchia        | 15                |
| Spagna            | 78                |
| Stati Uniti       | 6                 |
| Svezia            | 12                |
| Svizzera          | 16                |
| Ungheria          | 14                |